# Камандона
Камандона (итал. Camandona) је насеље у Италији у округу Бијела, региону Пијемонт.
Према процени из 2011. у насељу је живело 401 становника. Насеље се налази на надморској висини од 802 м.

## Становништво
| 1936. | 1951. | 1961. | 1971. | 1981. | 1991. | 2001. | 2011. |
| ----- | ----- | ----- | ----- | ----- | ----- | ----- | ----- |
| 852   | 958   | 836   | 647   | 485   | 435   | 401   | 359   |